# RocketPunch
ロケットパンチ（英語：RocketPunch、韓国語：로켓펀치）は、韓国ソウルを拠点の株式会社ロケットパンチが運営する韓国国内最大の「ビジネスネットワークサービス」ウェブサイトである。2013年にスタートアップ企業/採用プラットフォームに始まり、4万社以上の企業と5.9万人以上の採用情報、20万人以上のユーザーのプロファイルに基づいて、ビジネスに関連する情報を提供している。（2019年8月現在）

## 投資誘致
これまでに累積13億1,000万ウォン以上誘致している。
2015年11月11日：Seed 
投資額:₩110000000 （1億1,000万ウォン）

投資機関: 사제파트너스(Sazze Partners)
2016年10月13日：
投資額:₩200,000,000 （2億ウォン） 

投資機関: ソウル産業振興院, 韓国ベンチャー投資
2018年04月09日:Series A
投資額 ₩1,000,000,000(10億ウォン)

投資機関: 大徳ベンチャーパートナーズ 

## 産業分野
モバイルサービス、ウェブサービス、マーケティング、ソフトウェア、データ、プラットフォーム、HR、採用、求人求職、新韓フューチャーズラボ4期、青年起業士官学校、リクルーティング、キャリア、Vフォーラムデモデー、ビジネスプラットフォーム、キャリアテック、キャリア